# سيدني كلير
سيدني كلير (بالإنجليزية: Sidney Clare)‏ هو كاتب أغاني أمريكي، ولد في 15 أغسطس 1892 في نيويورك في الولايات المتحدة، وتوفي في 29 أغسطس 1972 في لوس أنجلوس في الولايات المتحدة بسبب مرض.

## وصلات خارجية
- سيدني كلير على موقع IMDb (الإنجليزية)
- سيدني كلير على موقع ميوزك برينز (الإنجليزية)
- سيدني كلير على موقع تيرنر كلاسيك موفيز (الإنجليزية)
- سيدني كلير على موقع ديسكوغز (الإنجليزية)
- سيدني كلير على موقع قاعدة بيانات الفيلم (الإنجليزية)